# Odil Makhsatuloyevich Bobonazarov
Odil Makhsatuloyevich Bobonazarov (tiếng Nga: Одил Махсатулоевич Бобоназаров; sinh ngày 14 tháng 10 năm 1993) là một hậu vệ bóng đá Nga thi đấu cho câu lạc bộ gần đây nhất được biết đến là Regar-TadAZ.
Anh ra mắt ở Giải bóng đá hạng nhì quốc gia Nga cho FC Rubin-2 Kazan ngày 25 tháng 4 năm 2011 trong trận đấu trước FC Zenit-Izhevsk Izhevsk.
Năm 2013, anh thi đấu cho Energetik Dushanbe, before joining Vakhsh Qurghonteppa năm 2014.
Vào tháng 3 năm 2017, Bobonazarov được đăng ký bởi đội bóng tại Giải bóng đá vô địch quốc gia Tajikistan Regar-TadAZ cho mùa giải tiếp theo.